# Râul Zubrineț
Râul Zubrineț (în ucraineană Зубринець, transliterat: Zubrîneț) este un râu ce străbate teritoriul comunei Șipotele pe Siret, din Bucovina de Nord, și se varsă în râul Siretul Mare, în aceeași comună. Își are izvorul aproape de râul Ciumârnar.